# Gare de Serres
La gare de Serres est une gare ferroviaire française de la ligne de Lyon-Perrache à Marseille-Saint-Charles (via Grenoble), située sur le territoire de la commune de Serres dans le département des Hautes-Alpes en région Provence-Alpes-Côte d'Azur (PACA).
C'est une gare voyageurs de la Société nationale des chemins de fer français (SNCF), desservie par des trains TER PACA.

## Situation ferroviaire
Établie à 671 mètres d'altitude, la gare de Serres est située au point kilométrique (PK) 256,124 de la ligne de Lyon-Perrache à Marseille-Saint-Charles (via Grenoble) (section à voie unique), entre les gares ouvertes de Veynes - Dévoluy et de Laragne. En direction de Veynes, s'intercale la halte fermée de Pont de Chabestan, et en direction de Laragne, s'intercalent les haltes fermées de Montrond, et d'Eyguians - Orpierre.
Cette gare est dotée de deux voies bordées par deux quais latéraux. Elle permet ainsi le croisement des trains sur cette ligne à voie unique.

## Histoire

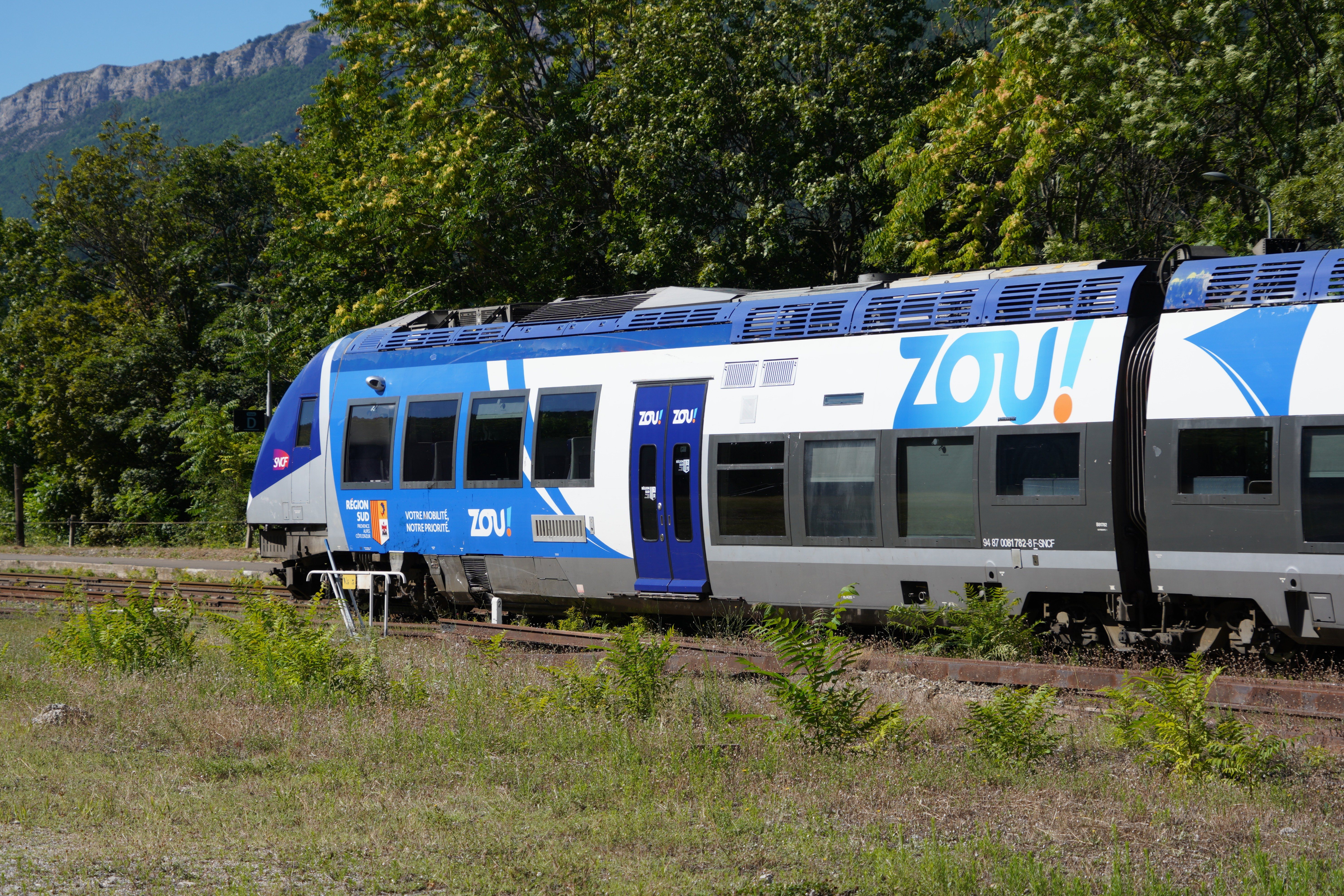
Voiture à l'avant de la rame B 81500 accidentée le 19 8 2024 en gare de Serres, voie E.

Un TER Provence-Alpes-Côte d'Azur à destination de Marseille-Saint-Charles a percuté une caravane au niveau d'un passage à niveau le dimanche 18 août 2024 vers 14 h 45 dans la commune de Serres. L'accident a causé un seul blessé léger, dans le train, à la suite d'un freinage d'urgence. L'avant du train a été sérieusement endommagé lors de l'accident. La rame a été rapatriée sur une voie de service en gare de Serres avant d'être emmenée dans un centre de maintenance pour être réparée. Un train de secours a été affrété pour amener les voyageurs jusqu'à Marseille.

## Fréquentation
De 2015 à 2023, selon les estimations de la SNCF, la fréquentation annuelle de la gare s'élève aux nombres indiqués dans le tableau ci-dessous.
| Année     | 2015   | 2016   | 2017   | 2018   | 2019   | 2020  | 2021  | 2022   | 2023   |
| --------- | ------ | ------ | ------ | ------ | ------ | ----- | ----- | ------ | ------ |
| Voyageurs | 17 529 | 17 619 | 18 488 | 13 227 | 11 608 | 5 138 | 7 988 | 11 638 | 11 563 |

## Service des voyageurs

### Accueil
Halte SNCF, elle dispose d'un bâtiment voyageurs.

### Guichet
Du lundi au Dimanche (y compris les jours fériés) : 10h45/12h45.

### Desserte
Serres est desservie par des trains TER PACA de la relation de Marseille-Saint-Charles à Gap, ou Briançon.

### Intermodalité
Un parc pour les vélos et un parking pour les véhicules y sont aménagés.